# Michael Stiller (Stuckateur)
Michael Stiller (* um 1690; † um 1758/1759) war ein schwäbischer Stuckateur, Bauhandwerker und Maurer, der am Bau und Ausbau zahlreicher Sakralbauten im oberschwäbischen Raum beteiligt war.

## Leben
Michael Stiller entstammte der Stuckateurfamilie Stiller aus Ettringen. Ihm wird die 1709/10 erfolgte Umgestaltung der katholischen Pfarrkirche St. Georg in Bedernau, einem Ortsteil der Gemeinde Breitenbrunn, zugeschrieben. Von 1711 bis 1713 war er in Boos bei Memmingen tätig, wo er das Langhaus und Teile des Chors von St. Martin neu baute. 1718/19 entstand unter seiner Leitung der Neubau der katholischen Pfarrkirche St. Georg in Kirch-Siebnach. 1719 war er am Bau der Rochuskapelle in Schwabmühlhausen beteiligt. 1724 entstanden unter seiner Leitung Chor und Turm der katholischen Pfarrkirche St. Peter und Paul in Oberigling. 1729 erweiterte er die Kirche Heilig Kreuz in Klimmach durch den Anbau von Seitenkapellen und in den Jahren 1736/37 barockisierte er die Pfarrkirche St. Martin in Lamerdingen. An beiden Bauwerken hatte in früheren Jahren bereits sein Vater Matthias Stiller gearbeitet. In seinem letzten Lebensjahr baute er die barocke Pfarrkirche St. Martin in Schwabmühlhausen.
Viele weitere Sakralbauten im oberschwäbischen Raum tragen Stillers Handschrift. So führte er als Baumeister die Barockisierung des Innenraums der spätgotischen Kirche Mariä Himmelfahrt in Markt Wald durch und errichtete die Wallfahrtskapelle St. Antonius von Padua im Ortsteil Schnerzhofen. Kirchenbauten, an denen er als Stuckateur wirkte, sind unter anderem St. Maria und Florian in Waltenhofen, St. Alban in Walkertshofen, St. Andreas in Babenhausen und St. Ulrich in Aichen, wo er auch die Deckenfresken schuf.

## Familie
Er war der Sohn von Matthäus (auch Matthias) Stiller, dem Baumeister der Pfarrkirche St. Nikolaus in Großaitingen. Stiller war dreimal verheiratet und hatte aus diesen Ehen 13 Söhne und drei Töchter. Das Handwerk des Vaters scheinen die Söhne Adam († 1766), Joseph und Martin ausgeübt zu haben. Letzterer war von 1785 bis 1787 der Baumeister des Langhauses der katholischen Pfarrkirche St. Martin und Nikolaus im Heimatort Ettringen.